# Liste des monuments nationaux de l'Atlántico
Cet article liste les monuments nationaux du département d'Atlántico, en Colombie. Au 19 janvier 2022, 24 monuments nationaux étaient recensés.

## Liste
| Code national             | Monument | Municipalité(s) | Adresse                                        | Coordonnées                         | Date      | Illustration                                                                                                 |
| ------------------------- | --- | --------------- | ---------------------------------------------- | ----------------------------------- | --------- | --- |
| 01-01-01-08-08-001-000001 | Ancien aéroport de Veranillo                                                                                 | Barranquilla    | Vía 40 avec la calle 58                        | à géolocaliser                      | 2000      | Image manquante Téléverser                                                                                   |
| 01-01-01-05-08-001-000001 | Ancienne banque Dugand                                                                                       | Barranquilla    | Calle 32 43-27                                 | 10° 58′ 52″ nord, 74° 46′ 34″ ouest | 1996      | Ancienne banque Dugand                                                                                       |
| 01-01-01-04-08-001-000004 | Bibliothèque départementale Meira del Mar                                                                    | Barranquilla    | Parc San José                                  | à géolocaliser                      | 2004      | Bibliothèque départementale Meira del Mar                                                                    |
| 01-01-01-02-08-001-000001 | Maison La Cueva                                                                                              | Barranquilla    | Barrio Boston, Avenue du 20 juillet            | à géolocaliser                      | 2002 2003 | Maison La Cueva                                                                                              |
| 01-01-02-01-08-001-000001 | Centre historique de Barranquilla                                                                            | Barranquilla    |                                                | à géolocaliser                      | 1999      | Centre historique de Barranquilla                                                                            |
| 01-01-01-04-08-001-000001 | Bâtiment La Aduana (es)                                                                                      | Barranquilla    | Calles 36 et 40, Carrera 46. Vía 40, no 36-135 | à géolocaliser                      | 1984      | Bâtiment La Aduana (es)                                                                                      |
| 01-01-01-05-08-001-000002 | Bâtiment de la Caja de Crédito Agrario                                                                       | Barranquilla    | Carrera 45 33-10                               | à géolocaliser                      | 1995      | Bâtiment de la Caja de Crédito Agrario                                                                       |
| 01-01-01-04-08-001-000002 | Bâtiment national de l'Atlántico                                                                             | Barranquilla    | Calle 44 44-80                                 | à géolocaliser                      | 1993      | Bâtiment national de l'Atlántico                                                                             |
| 01-01-01-08-08-001-000002 | Gare ferroviaire Montoya                                                                                     | Barranquilla    | Calle 29 50B-204                               | à géolocaliser                      | 1984 1996 | Gare ferroviaire Montoya                                                                                     |
| 01-01-01-08-08-001-000003 | Station de tramway de Barranquilla                                                                           | Barranquilla    |                                                | à géolocaliser                      | 1984      | Station de tramway de Barranquilla                                                                           |
| 01-01-01-07-08-001-000002 | Stade Julio Torres                                                                                           | Barranquilla    |                                                | 10° 57′ 48″ nord, 74° 46′ 58″ ouest | 2006      | Image manquante Téléverser                                                                                   |
| 01-01-01-07-08-001-000001 | Stade Romelio Martínez                                                                                       | Barranquilla    | Carrera 44 à 46, Calles 72 à 74                | 10° 59′ 38″ nord, 74° 48′ 25″ ouest | 1995      | Stade Romelio Martínez                                                                                       |
| 01-01-01-02-08-001-000002 | Hôtel El Prado                                                                                               | Barranquilla    | Carrera 54 70-10                               | 10° 59′ 53″ nord, 74° 48′ 00″ ouest | 2004      | Hôtel El Prado                                                                                               |
| 01-01-01-03-08-001-000001 | Église Saint-Nicolas de Tolentino                                                                            | Barranquilla    | Calle 33, carreras 41 et 42                    | 10° 58′ 49″ nord, 74° 46′ 40″ ouest | 2005      | Église Saint-Nicolas de Tolentino                                                                            |
| 01-01-02-01-08-001-000002 | Secteur de Barranquilla comprenant les quartiers de El Prado, Bellavista et d'une partie des Altos del Prado | Barranquilla    |                                                | à géolocaliser                      | 2005      | Secteur de Barranquilla comprenant les quartiers de El Prado, Bellavista et d'une partie des Altos del Prado |
| 01-01-01-04-08-001-000003 | Théâtre Amira de la Rosa                                                                                     | Barranquilla    | Carrera 54 avec la Calle 53                    | 10° 59′ 43″ nord, 74° 47′ 16″ ouest | 2006      | Théâtre Amira de la Rosa                                                                                     |
|                           | Rideau de scène Se va el caimán du Théâtre Amira de la Rosa (par Alejandro Obregón)                          | Barranquilla    | Carrera 54 avec la Calle 53                    | à géolocaliser                      | 2018      | Image manquante Téléverser                                                                                   |
| 01-01-01-03-08-001-000002 | Temple de Saint-Roch Église Saint-Roch                                                                       | Barranquilla    | Barrio San Roque, Calle 30 36-41 36-25 36-45   | 10° 58′ 31″ nord, 74° 46′ 41″ ouest | 1996      | Temple de Saint-RochÉglise Saint-Roch                                                                        |
| 01-01-01-04-08-573-000001 | Château de San Antonio de Salgar                                                                             | Puerto Colombia |                                                | 11° 01′ 06″ nord, 74° 56′ 30″ ouest | 1998      | Château de San Antonio de Salgar                                                                             |
| 01-01-01-08-08-573-000001 | Gare ferroviaire de Puerto Colombia                                                                          | Puerto Colombia | Zone urbaine                                   | à géolocaliser                      | 1996      | Gare ferroviaire de Puerto Colombia                                                                          |
| 01-01-01-09-08-573-000001 | Jetée de Puerto Colombia                                                                                     | Puerto Colombia | Carrera 4, Calle 1E                            | 11° 01′ 00″ nord, 74° 53′ 00″ ouest | 1998      | Jetée de Puerto Colombia                                                                                     |
| 01-01-01-02-08-758-000001 | Maison de Bolívar                                                                                            | Soledad         | Carrera 26 no 18-10                            | à géolocaliser                      | 1970      | Image manquante Téléverser                                                                                   |
| 01-01-01-03-08-758-000001 | Temple paroissial Saint-Antoine-de-Padoue                                                                    | Soledad         |                                                | 10° 54′ 56″ nord, 74° 45′ 50″ ouest | 1999      | Image manquante Téléverser                                                                                   |
| 01-01-01-02-08-849-000001 | Maison-musée du poète Julio Flórez                                                                           | Usiacurí        | Trans. Julio Florez no 18-79                   | 10° 44′ 47″ nord, 74° 58′ 54″ ouest | 2007      | Maison-musée du poète Julio Flórez                                                                           |